# Universidade Estadual Paulista em Dracena
A Faculdade de Ciências Agrárias e Tecnológicas (FCAT) é uma faculdade, pertencente à Universidade Estadual Paulista, localizada em Dracena, São Paulo, Brasil. Com aproximadamente 240 alunos, é uma das 24 unidades da UNESP, oferecendo Cursos de Graduação em Zootecnia e Engenharia Agronômica e Cursos de Pós-Graduação (Lato Sensu) Estratégias Integradas para Pecuária de Corte e em (Stricto Sensu) Ciência e Tecnologia Animal. É uma das Instituições de maior importância e influência da região de Dracena.

## História
O Campus Experimental de Dracena foi criado em reunião Extraordinária do Conselho Universitário da Universidade Estadual Paulista – UNESP, realizada no dia 28 de novembro de 2002 no Campus de Araçatuba. Atualmente é constituída pelo curso de graduação em Zootecnia. A primeira turma iniciou suas atividades no segundo semestre de 2003.
Em 2011 foi aprovado o Curso de Pós‐Graduação em Ciência e Tecnologia Animal (Mestrado) e em 2012 foi aprovado curso de Engenharia Agronômica.
Em agosto de 2015 a reitoria aprovou que o câmpus experimental deixasse de ser unidade experimental e passa-se a ser Unidade Universitária com denominação de Faculdade de Ciências Agrárias e Tecnológicas - FCAT.

## Cursos de Graduação
Zootecnia
O zootecnista trabalha com melhoramento genético, sanidade e nutrição animal, além de gerenciar e fazer consultorias para empresas rurais. Como o Brasil é um dos maiores centros pecuaristas do mundo, esse profissional é bastante requisitado e tem um mercado de trabalho em constante expansão.
Entre as principais atribuições, destacam-se: elaboração, avaliação e execução de projetos de produção animal; orientações técnicas nas diferentes áreas da pecuária, como o conforto animal, que ajuda a elevar a produtividade; preservação de animais silvestres, por meio da atuação em zoológicos e em reservas ambientais; além de pesquisas e atividade de ensino em universidades. Pode ainda trabalhar com o treinamento de animais para esporte e lazer, como cavalos e cães.
Período: Integral
Vestibular: Final de ano
Vagas: 40

Engenharia Agronômica
A Agronomia, ou Engenharia Agronômica, tem papel relevante em uma sociedade que consome cada vez mais alimentos e, por outro lado, exige um cuidado maior com o ambiente.
No Brasil, as propriedades rurais apresentam características muito diferentes, como, por exemplo, grandes unidades especializadas, com condições tecnológicas modernas, que fazem contraponto às áreas mais modestas da agricultura familiar.
Nesse sentido, o profissional precisa ter uma formação generalista, mas com alguma especialização. Ele se envolve com as diversas esferas da produção agrícola (como pequenas e grandes propriedades) e em várias atividades, como irrigação, topografia, beneficiamento e armazenamento de grãos, adubação do solo, defesa sanitária vegetal, processamento de produtos agrícolas, alimentos e nutrição animal, melhoramento genético e biotecnologia.
O agrônomo também pode exercer funções de ensino (em nível universitário, técnico e médio), pesquisa, planejamento, assistência técnica, extensão e comercialização. Na cidade, atua nos vários níveis de distribuição dos produtos agrícolas e, ainda, no planejamento visual urbano, por meio da ação em paisagismo e arborização. Merecem ainda destaque as possibilidades de trabalho abertas pela produção de energia de fontes renováveis (álcool e biodiesel) e certificação de produtos agropecuários.
Período: Integral
Vestibular: Final de ano
Vagas: 40

## Pós-Graduação
Cursos de Especialização e Mestrado:
- (Lato Sensu) Estratégias Integradas para Pecuária de Corte
- (Stricto Sensu) Ciência e Tecnologia Animal.

## Instalações
O Campus de Dracena possui vários laboratórios didáticos e de pesquisa, com equipamentos modernos, de última geração, que atendem às necessidades do curso de Zootecnia.
Os laboratórios disponíveis são: Informática, Química e Bioquímica, Solos e Fertilizantes, Morfofisiologia Vegetal e Plantas Forrageiras, Anatomia Animal, Microscopia, Laboratório de Computação Científica Aplicada à Zootecnia, Laboratório de Histologia e Fisiologia, Bromatologia e TPOA, Insetos úteis, Microbiologia, Higiene Zootécnica e Parasitologia, Aquicultura, Reprodução Animal e Biotério.
O campus ainda conta conta com Salas de Aulas, Biblioteca, Cantina, Um Amplo Estacionamento, Banheiros e Um Auditório.

## Biblioteca
Instalada em amplo e moderno prédio inaugurado em março de 2012, possui um espaço para o acervo bibliográfico e outro para leitura com salas individuais e coletivas e um anfiteatro. A biblioteca é totalmente climatizada. Em processo de informatização, a Biblioteca acessa a base de dados em CD-ROM, catálogo coletivo das três Universidades Estaduais Paulistas (Unesp, Usp e Unicamp) e o serviço de comutação bibliográfica on-line.

## Vestibular
O vestibular para ingresso nos cursos de Engenharia Agronômica e Zootecnia da FCAT acontecem no Vestibular de Fim de Ano. Para saber mais sobre os vestibulares da UNESP acesse www.vunesp.com.br.

## Localização
Endereço do Campus
Rod. Cmte. João Ribeiro de Barros (SP 294), mm 651, Bairro das Antas
CEP: 17900-000,  Dracena - SP
Fone: (18) 3821-8200